# سارايوت تشايكامدي
سارايوت تشايكامدي (بالتايلندية: ศรายุทธ ชัยคำดี)، من مواليد 24 سبتمبر 1981 في تايلاند، لاعب كرة قدم تايلندي.
بدأ مسيرته الكروية مع نادي بورت أثوريتي في موسم 2003/2004، ومنذ عام 2004 وو يلعب مع نادي بيسيكو بنه دنه الفيتنامي.
منذ عام 2003 وهو يلعب مع منتخب تايلاند لكرة القدم.

## روابط خارجية
- سارايوت تشايكامدي على موقع قاعدة بيانات كرة القدم.إي يو (الإنجليزية)
- سارايوت تشايكامدي على موقع ناشيونال فوتبول تيمز (الإنجليزية)
- سارايوت تشايكامدي على موقع Soccerway.com (الإنجليزية)
- سارايوت تشايكامدي على موقع عالم كرة القدم.نت (الإنجليزية)
- سارايوت تشايكامدي على موقع كووورة